# 2727 Paton
A 2727 Paton (ideiglenes jelöléssel 1979 SO9) a Naprendszer kisbolygóövében található aszteroida. Nyikolaj Sztyepanovics Csernih fedezte fel 1979. szeptember 22-én.